# Frederick Lane
Frederick Lane (n. 2 februarie 1880, Noul Wales de Sud, Australia – d. 14 mai 1969, Noul Wales de Sud, Australia) a fost un înotător ce a reprezentat Australia, medaliat olimpic. A participat la o ediție a Jocurilor Olimpice (1900) în care a câștigat 3 medalii de aur.